# Arbaty
Arbaty (ros. Арбаты) – wieś (sieło) w Rosji, w Chakasji, w rejonie tasztypskim. W 2010 liczyła 902 mieszkańców.